# Kalinkowicze
Kalinkowicze (biał. Калінкавічы, Kalinkawiczy) – miasto na Białorusi, na Polesiu, siedziba rejonu kalinkowickiego w obwodzie homelskim; 39 611 mieszkańców (2015). Przemysł materiałów budowlanych, drzewny, spożywczy, chemiczny, odzieżowy; węzeł kolejowy i drogowy.

## Historia
Podczas wykopalisk archeologicznych odnaleziono ślady osadnictwa datowane na 26 000 – 24 000 lat wstecz, najstarsze, jakie do tej pory odkryto na Białorusi.
Najwcześniejsze wzmianki historyczne na temat miasta Kalinkowicze pochodzą z 1560 roku.
Miasto królewskie położone było w końcu XVIII wieku w starostwie niegrodowym bagrymowickim w powiecie mozyrskim województwa mińskiego.
Znaczenie miasta znacznie wzrosło pod koniec XIX wieku, wraz z nadejściem kolei.

## Opis
Największe znaczenie ma przemysł spożywczy (produkty wieprzowe). Dużą rolę odgrywa także wydobycie torfu (5,5 miliona ton rezerw).
Średnia temperatura w styczniu – 6,2 °C; Lipiec +18,7 °C. Suma opadów 575 mm rocznie.
Kalinkowicze są znane z komediowego festiwalu Awtjuki, który odbywa się co roku w czerwcu.
W 1998 roku do miasta dołączono otaczające obszary wiejskie, w celu stworzenia jednego rejonu. Rejon obejmował wówczas powierzchnię 2756 km², z całkowitą ludnością 71 500 osób.

## Galeria

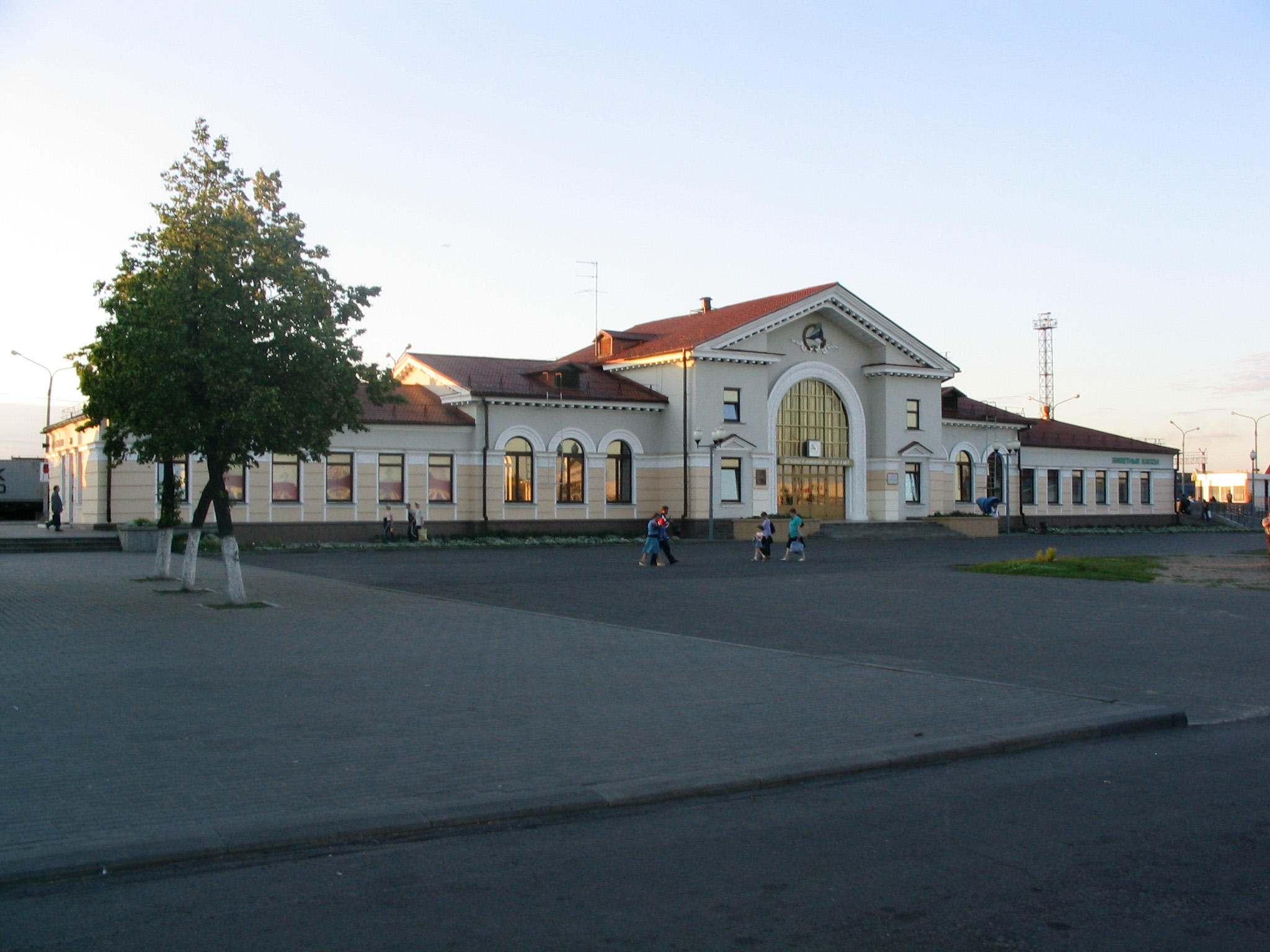
Stacja kolejowa
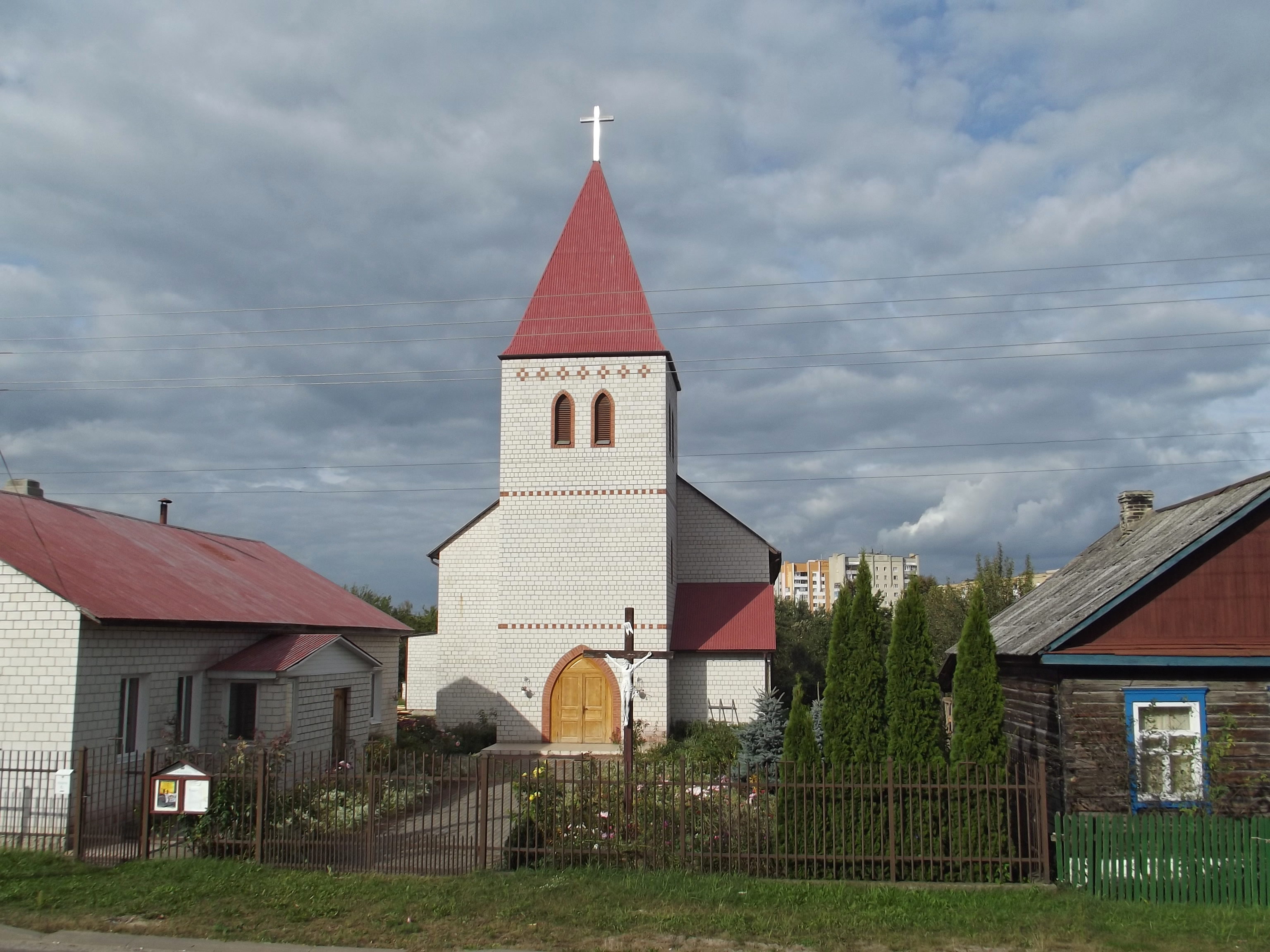
Kościół Trójcy Przenajświętszej
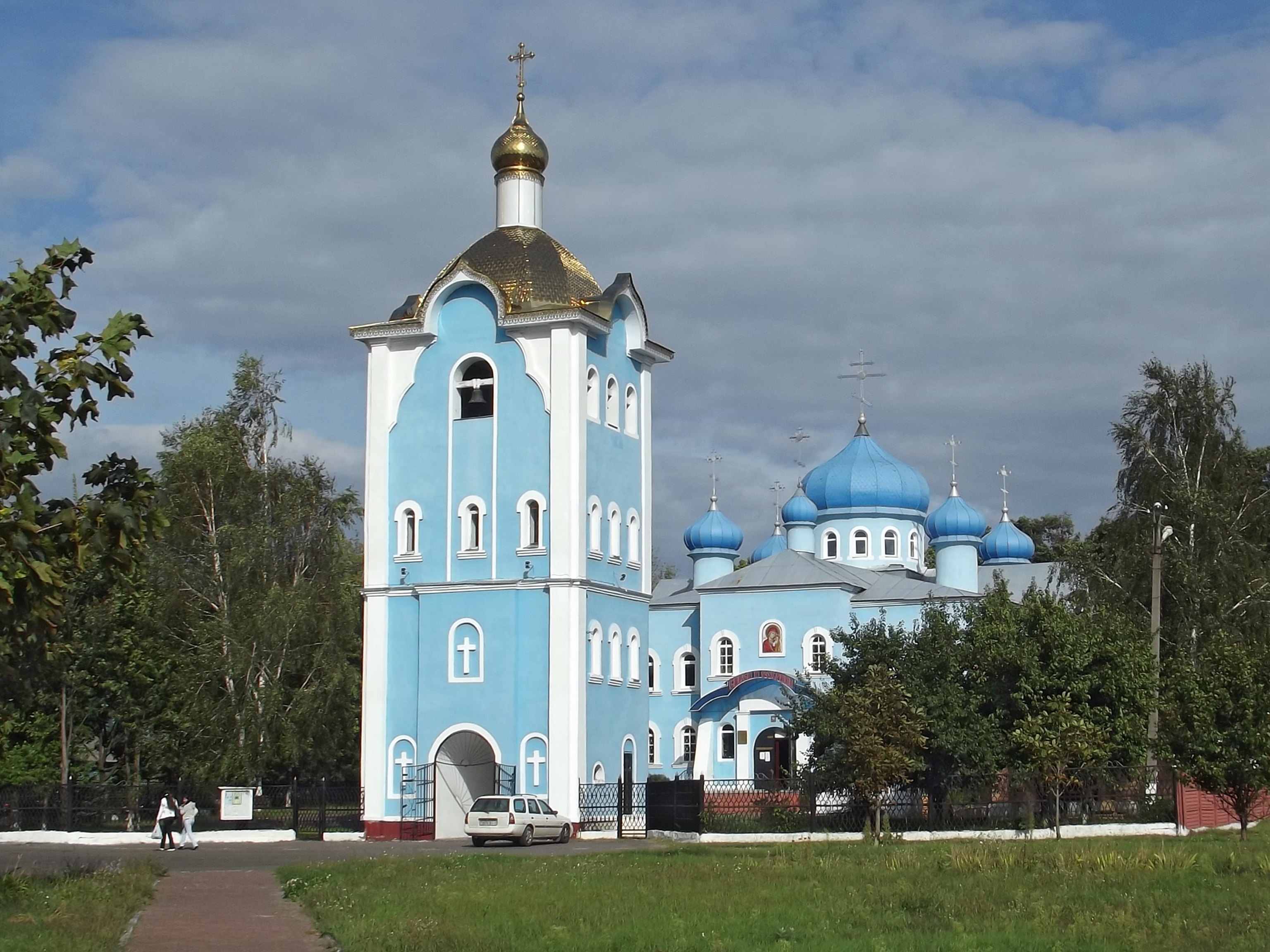
Sobór Kazańskiej Ikony Matki Bożej